# Cystiscus bougei
Cystiscus bougei is een slakkensoort uit de familie van de Cystiscidae. De wetenschappelijke naam van de soort is voor het eerst geldig gepubliceerd in 1917 door Bavay.